# Олександр Ярославич (князь рязанський)
Олександр Ярославич (рос. Александр Ярославич; д/н —бл. 1339) — співкнязь рязанський у 1327—1339 роках.

## Життєпис
Другий син Ярослава Романовича, великого князя Рязанського. 1299 року після смерті батьком з братом Іваном перебрався до Пронська. Допомагав останньому у боротьбі з Василем і Ярославом Костянтиновичами.
1327 року спадкував владу в Рязані, розділивши її з небожем Іваном. Можливо через це було скасовано ханом Узбеком титул великого князя Рязанського. 1327 року долучивс ядо походу на Новгород, потім відправив дружину до складу загального війська руських князів у поході на Псков.
1333 року брав участь у поході Івана I Даниловича, великого князя Володимирськогоі Московського, на Новгород. Загалом дотримувався миру з Іваном Даниловичем. Помер близько 1339 року.

## Родина
- Іван (д/н—1350/1351), великий князь рязанський
- Василь (д/н— 1349), великий князь рязанський
- Анна